# Norvegia-expeditionerna

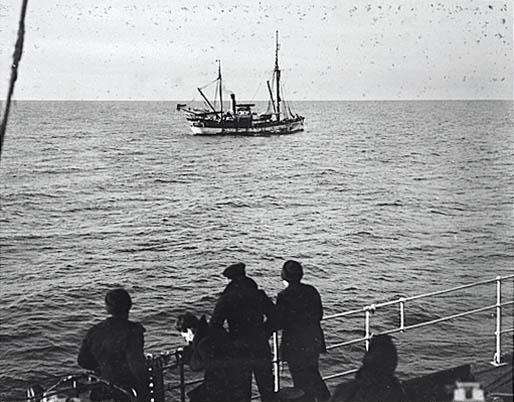
«Norvegia»

Norvegia-expeditionerna betecknar fyra norska antarktisexpeditioner som genomfördes 1927-1931. Expeditionerna blev primärt utsända för att utforska valförekomster i Södra ishavet, och finansierades av valfångstpionjären Lars Christensen. Expeditionerna annekterade också flera områden för Norge, bland annat Bouvetön 1927 och Peter I Ö 1929, och upptäckte flera okända landområden. 
Expeditionerna använde det ombyggda sälfångstfartyget Norvegia, som gav expeditionerna deras namn. De två sista expeditionerna använde även flyg för rekognoscering. Norvegia-expeditionerna följdes av Thorshavn-expeditionerna, även de finansierade av Lars Christensen. 

## Den första Norvegia-expeditionen

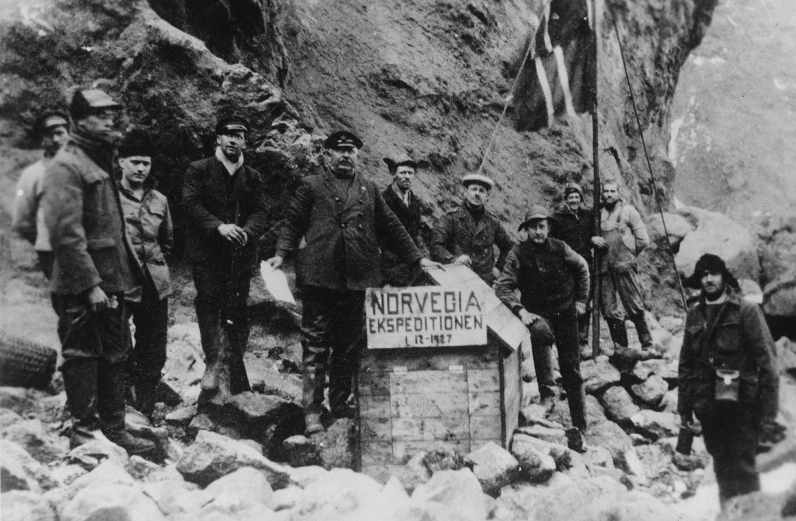
Från annekteringen av Bouvetön i december 1927

Den första Norvegia-expeditionen (1927/1928) leddes av kapten Harald Horntvedt, och utforskade området kring Sydgeorgien och Bouvetön. Den 1 december 1927 fick expeditionen iland på Bouvetön, den första dokumenterade landstigningen på ön någonsin. Ön förklarades som norskt territorium. Expeditionen företog vetenskapliga observationer och kartläggning, och i havet runt ön företogs oceanografiska observationer. En liten stuga byggdes på en av de få landstigningsplatserna, och gavs namnet Ny Sandefjord.
I planerna ingick det också att nå fram till Enderby Land och utforska området vidare mot Weddellhavet. Dessa planer måste emellertid överges. 
Under expeditionerna företogs geologiska, meteorologiska och oceanografiska undersökningar, bland annat av krill, som är en viktig föda för val.  

## Den andra Norvegia-expeditionen

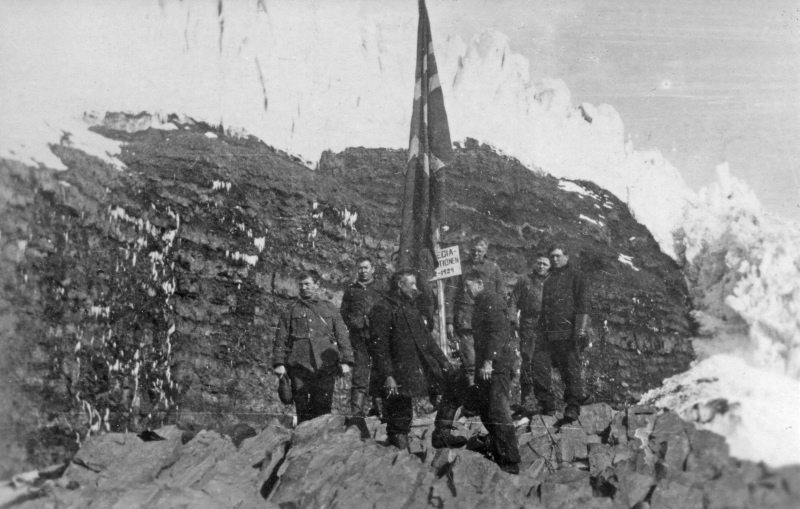
Från annekteringen av Peter I Ö den 2 februari 1929

Den andra Norvegia-expeditionen (1928/1929) leddes av Ola Olstad. Kapten på Norvegia var Nils Larsen, som hade deltagit på den första expeditionen som förstestyrman. Undersökningar företogs från Bouvetön i väster till Sydshetlandsöarna. Den 2 februari 1929 blev den första landstigningen på Peter I Ö genomförd, och ön annekterades för Norge. På ön byggdes en stuga, och en depå för eventuella senare expeditioner upprättades. 
Expeditionen hade även till syfte att etablera en bemannad meteorologisk radiostation på Bouvetön, men man fann inte någon lämplig plats. 

## Den tredje Norvegia-expeditionen

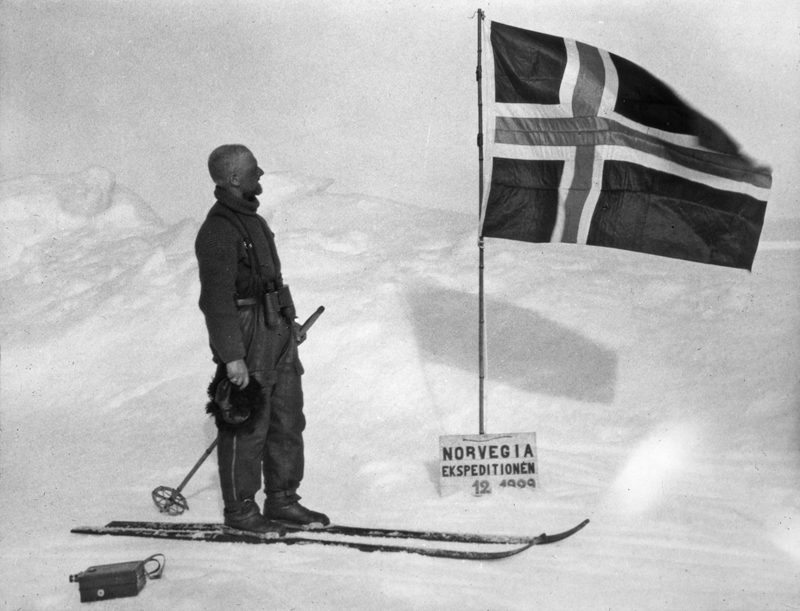
Finn Lützow-Holm reser den norska flaggan i Enderby Land.

Den tredje expeditionen (1929/1930) leddes av Hjalmar Riiser-Larsen, och Nils Larsen var också denna gång kapten på Norvegia. Huvudmålet var att genomföra det som den första expeditionen inte lyckats göra, nämligen att nå den antarktiska kontinenten och utforska områdena vidare mot Weddellhavet. Dessutom skulle man försöka gå i land, och utföra oceanografiska och meteorologiska undersökningar. 
Flygarna Riiser-Larsen og Finn Lützow-Holm  rekognoscerade, kartlade och fotograferade från luften, vilket var första gången en antarktisk expedition använde flyg för vetenskapliga ändamål. Bouvetön blev kartlagd och fotograferad från luften, och ytterligare två depåstugor byggdes på ön. Efter återbesöket på Bouvetön fortsatte man till den antarktiska kontinenten. Den 22 december 1929 landade Riiser-Larsen og Lützow-Holm på Enderby Land, där de reste den norska flaggan. Senare blev Enderby Lands västra kust kartlagd, och Kronprins Olav Kyst och Kronprinsesse Märtha Kyst upptäcktes och kartlades. 
Man observerade packisens säsongsvariationer under inverkan av ström och vind. Vatten- och planktonprover togs, och valområden kartlades. Expeditionen dokumenterades i filmen Mot ukjent land. Norvegia-ekspedisjonen 1929/30.

## Den fjärde Norvegia-expeditionen
Den fjärde Norvegia-expeditionen (1930/31) leddes inledningsvis Gunnar Isachsen, med Nils Larsen som kapten. Först företogs en resa runt hela kontinenten för att kartlägga valförekomster och företa oceanografiska meteorologiska och biologiska undersökningar. Man sökte även efter de tidigare rapporterade öarna Trulsøya, Nimrodøyene och Doghertyøya, men när man inte fann dem, drog man slutsatsen att det måste ha varit isberg som observerats. 
Från 1931 övertog Hjalmar Riiser-Larsen ledningen av expeditionen, som gjorde ytterligare rekognoscering och kartläggning med flyg. Den 17 februari 1931 annekterades Prinsesse Ragnhild Kyst. 